# 牧野村 (富山県)
牧野村（まきのむら）は、かつて富山県射水郡にあった村である。

## 諸データ
いずれも1940年12月1日時点。出典→
- 人口 - 1,729人
- 面積 - 4.86m2
- 人口密度 - 355人/km2
- 戸数 - 276戸
- 生産物総額 - 357,122円
  - 農産生産物総額 - 343,848円
  - 畜産生産物総額 - 8,324円
  - 工業生産物総額 - 4,950円

## 歴史
- 1889年（明治22年） - 射水郡下牧野村、上牧野村、中曽根村、姫野村、金屋村、石丸村の区域及び堀岡又新村の区域の一部の区域をもって、射水郡牧野村が発足する[1]。
- 1902年（明治35年） - 庄川の大改修工事により、村の西部が川底となり、一部は左岸に飛び地として残された[1]。
- 1940年（昭和15年）12月1日 - 古くから産業、経済、交通その他社会生活上密接な関係のある[1]射水郡新湊町に編入する[3]。
- 1942年（昭和17年）10月2日 - 射水郡新湊町が高岡市に編入する[3]。
- 1951年（昭和26年）1月1日 - 高岡市の区域から分立して、射水郡新湊町及び牧野村が発足する[3]。
- 1951年（昭和26年）4月4日 - 射水郡牧野村が高岡市に編入する[3]。

牧野村が新湊町へ、さらに高岡市に合併された背景には、伏木港の一元的な運営を目指した国策による強制合併という面がある。戦後、戦時中に強制合併された市町村を元に戻した際に牧野村が分立したが、牧野村は発展が望めるとして、すぐ高岡市に編入している。

## 現在
旧牧野村は、現在は高岡市牧野地区になっている。牧野地区は射水市に食い込むような形になっており、高岡市の他の地域とは庄川で隔てられ、直接つながる道路が存在しないため、一旦射水市を経由する必要があった。2014年3月30日、牧野地区と能町地区、さらに国道160号を結ぶ庄川橋梁「牧野大橋」が完成している。
このような地理的条件もあり、管轄警察署も先代の新湊警察署時代から通して射水警察署である他、ケーブルテレビも高岡ケーブルネットワークではなく射水ケーブルネットワークのエリアになり、さらに火葬でも高岡斎場ではなく射水市斎場で行い（別れ花の儀式も射水の風習にならい、告別式の際に行わず火葬場で行う）、射水市コミュニティバスの運行エリアにも組み込まれているなど、牧野地区は射水市（新湊地区）との関係が深い。